# チョイレン銘文
チョイレン銘文（チョイレンめいぶん、英語：The Choir monument）は、モンゴル国にある突厥時代の銘文。いわゆる突厥文字で書かれたものとしては最も古く、おそらくは初めて突厥文字が使用された銘文であると思われる。

## 場所
モンゴル国ウランバートルの東南180キロメートル、チョイレン駅の東北15キロメートルの地点に位置するクルガンの上の石像（石人）に刻まれている。

## 内容
東突厥のイルティリシュ・カガン（Iltiriš-qaγan：阿史那骨咄禄）の顧問官であるトニュクク（Tonyuquq：暾欲谷、阿史徳元珍）が、イルティリシュ・カガンに助言をして唐の羈縻（きび）支配を脱し、第二可汗国建国に導いたことを誇るために建立させたもの。
銘文は古代トルコ・ルーン文字（突厥文字）を使用し、古代テュルク語で書かれている。
以下はソ連のセルゲイ・クリャシュトルヌィが1971年に発表した解読文である。

## 建立時期
クリャシュトルヌィの解読文によれば、この銘文建立の目的はトニュククがイルティリシュ・カガンの顧問官として自らの功績を誇って記したものといえるため、建立時期としては突厥が鉄勒諸部を撃破してそれらを支配下におさめ、ウテュケン山に本拠を定めた直後、すなわち686年から687年頃と思われる。

## 参考資料
- 三上次男・護雅夫・佐久間重男『人類文化史4 中国文明と内陸アジア』（講談社、1974年）